# بلبيس (مركز)
مركز بلبيس، مركز إداري مصري. يقع في محافظة الشرقية الواقعة في جمهورية مصر العربية. القاعدة الإدارية للمركز هي مدينة بلبيس.